# 江戸開城

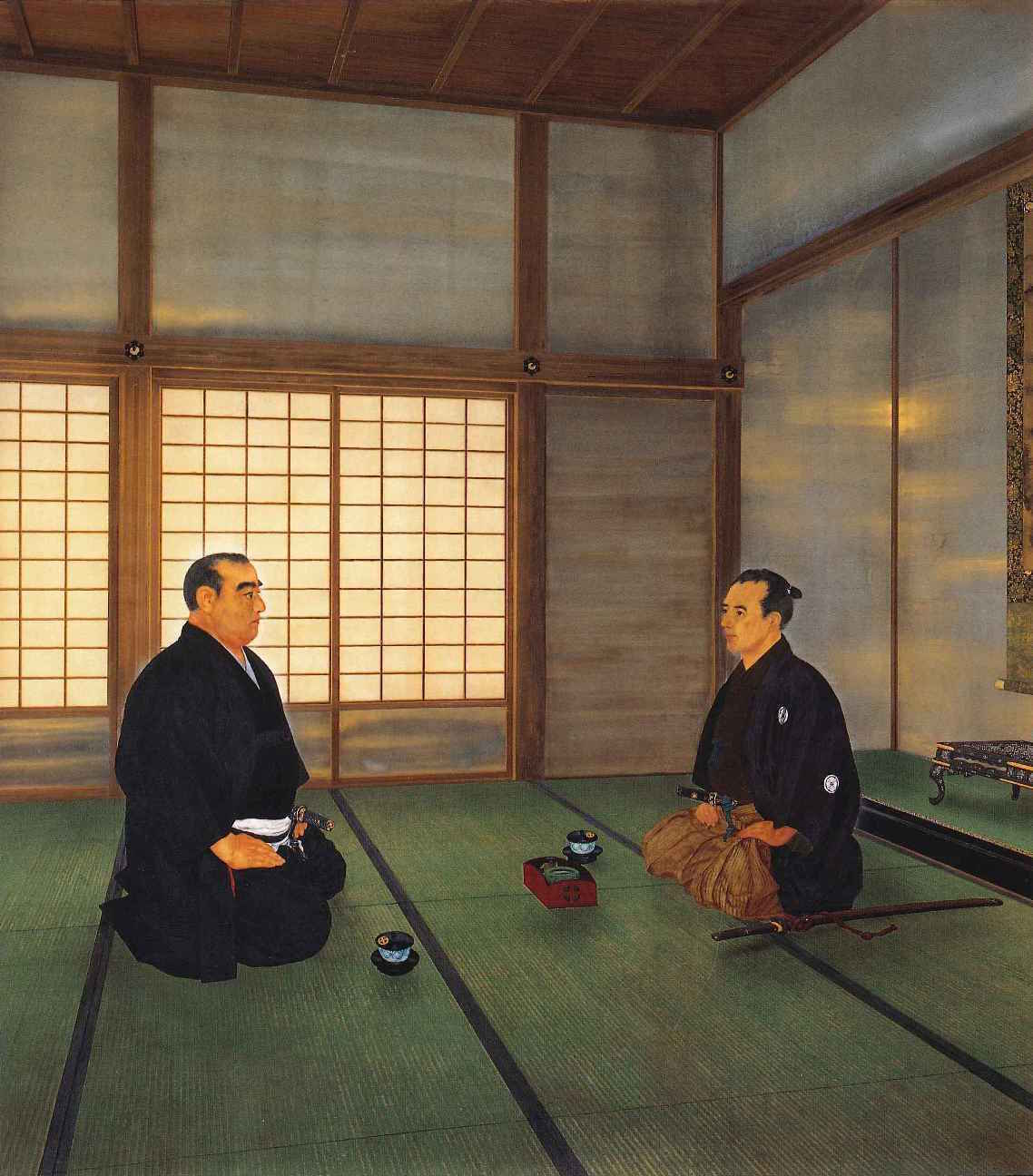
結城素明画『江戸開城談判』（聖徳記念絵画館所蔵）。明治新政府大総督府下参謀の西郷隆盛と江戸幕府陸軍総裁の勝海舟が、江戸の薩摩藩邸にて江戸開城をめぐり交渉する場面を描く。

江戸開城（えどかいじょう）は、江戸時代末期の慶応4年（1868年）3月から4月（旧暦）にかけて、明治新政府軍（東征大総督府）と旧幕府（徳川宗家）との間で行われた、江戸城の新政府への引き渡しおよびそれに至る一連の交渉過程をさす。江戸城明け渡し（えどじょうあけわたし）や江戸無血開城（えどむけつかいじょう）、江戸城無血開城（えどじょうむけつかいじょう）とも言う。
徳川宗家の本拠たる江戸城が、同家の抵抗なく無血裏に明け渡されたことから、同年から翌年にかけて行われた戊辰戦争の中で、新政府側が大きく優勢となる画期となった象徴的な事件である。交渉から明け渡しに至るまでの過程は、小説・演劇・テレビドラマ・映画などの題材として頻繁に採用される。

## 概要
※以下、日付はすべて旧暦（天保暦）によるものである。

### 戊辰戦争勃発と慶喜追討令
慶応3年（1867年）10月、大政奉還により政権を朝廷へ返上した15代将軍徳川慶喜は、新設されるであろう諸侯会議の議長として影響力を行使することを想定していたが、討幕派の公家岩倉具視や薩摩藩の大久保利通・西郷隆盛らが主導した12月初旬の王政復古の大号令とそれに続く小御所会議によって自身の辞官納地（官職・領土の返上）が決定されてしまう。慶喜はいったん大坂城に退くが、公議政体派の山内容堂（前土佐藩主）・松平春嶽（前越前藩主）・徳川慶勝（前尾張藩主）らの工作により、小御所会議の決定は骨抜きにされ、また慶喜も諸外国の公使に対して外交権の継続を宣言するなど、次第に列侯会議派の巻き返しが顕著となってきた。
大政奉還の少し前の慶応3年10月13日・14日には、討幕の密勅が薩摩と長州に下された。江戸薩摩邸の活動も討幕の密勅を受けて活発化し、定め書きを書いて攻撃対象を決めた。攻撃対象は「幕府を助ける商人と諸藩の浪人。志士の活動の妨げになる商人と幕府役人。唐物を扱う商人。金蔵をもつ富商」の四種に及んだ。江戸薩摩藩邸の益満休之助・伊牟田尚平に命じ、相楽総三ら浪士を集めて攪乱工作を開始した。しかし慶応3年10月14日に大政奉還が行われ、10月21日に討幕の実行延期の沙汰書がなされ、討幕の密勅は事実上取り消された。幕府は政権を朝廷に返上したため倒幕の意味はなくなり、薩摩側も工作中止命令を江戸の薩摩邸に伝えた。しかし江戸薩摩藩邸の攘夷派浪人は、命令を無視して工作を続けていた。江戸市中警備の任にあった庄内藩がこれに怒り、12月25日に薩摩藩および佐土原藩（薩摩支藩）邸を焼き討ちするという事件が発生した（江戸薩摩藩邸の焼討事件）。
この報が12月28日大坂城にもたらされると、城内の強硬派が激昂。薩摩を討つべしとの主戦論が沸騰し、当初恭順の意思を固めていた慶喜もいよいよ城内の主戦論を抑えることができなくなり、「討薩表」を発した。そして、それを携えた幕府軍が上京を試み、慶応4年正月3日鳥羽（京都市）で薩摩藩兵と衝突し、戦闘となった（鳥羽・伏見の戦い）。しかし戦局は旧幕府軍が劣勢に陥り、朝廷は薩摩・長州藩兵側を官軍と認定して錦旗を与え、幕府軍は朝敵となってしまう。そのため淀藩・津藩などが旧幕府軍から離反し、慶喜は6日、軍を捨てて大坂城を脱出、軍艦開陽丸で海路江戸へ逃走した。ここに鳥羽・伏見の戦いは幕府の完敗で終幕した。
新政府は7日徳川慶喜追討令を発し、10日には慶喜・松平容保（会津藩主、元京都守護職）・松平定敬（桑名藩主、元京都所司代）を初め幕閣など27人の「朝敵」の官職を剥奪し、京都藩邸を没収するなどの処分を行った。翌日には諸藩に対して兵を上京させるよう命じた。また21日には外国事務総督東久世通禧から諸外国の代表に対して、徳川方に武器・軍艦の供与や兵の移送、軍事顧問の派遣などの援助を行わないよう要請した。これを受け25日諸外国は、それぞれ局外中立を宣言。事実上新政府軍は、かつて諸外国と条約を締結した政府としての徳川家と、対等の交戦団体として認識されたことになる。

### 旧幕府側の主戦論と恭順論

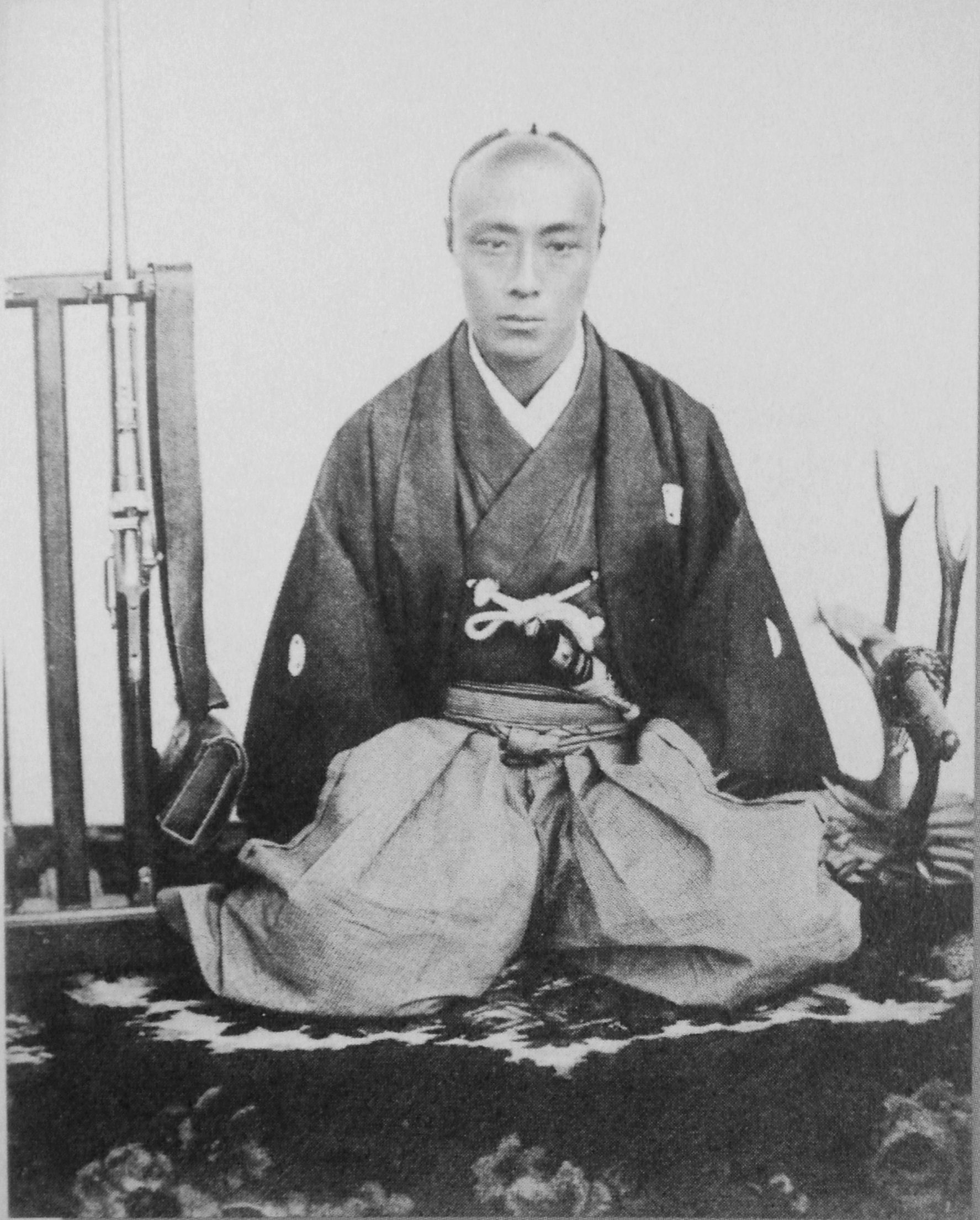
徳川慶喜

正月12日、品川に到着した慶喜は、翌13日江戸城西の丸に入り今後の対策を練った。慶喜はひとまず14日歩兵頭に駿府（現静岡市）警備、15日には土井利与（古河藩主）に神奈川（現横浜市）警備を命じ、17日には目付を箱根・碓氷の関所に配し、20日には松本藩・高崎藩に碓氷関警備を命令。さらに親幕府派の松平春嶽・山内容堂らに書翰を送って周旋を依頼するなど、さしあたっての応急処置を施している。鳥羽・伏見敗戦にともなって新政府による徳川征伐軍の襲来が予想されるこの時点で、徳川家の取り得る方策は徹底恭順か、抗戦しつつ佐幕派諸藩と提携して形勢を逆転するかの2つの選択肢があった。
勘定奉行兼陸軍奉行並の小栗忠順や、軍艦頭の榎本武揚らは主戦論を主張した。小栗の作戦は、敵軍を箱根以東に誘い込んだところで、戦力的に勝る徳川海軍が駿河湾に出動して敵の退路を断ち、フランス式軍事演習で鍛えられた徳川陸軍で一挙に敵を粉砕、海軍をさらに兵庫・大阪方面に派遣して近畿を奪還するというものであったが、恭順の意思を固めつつあった慶喜の容れるところとならず、小栗は正月15日に罷免されてしまう。19日には在江戸諸藩主を召し、恭順の意を伝えて協力を要請、翌日には静寛院宮（和宮親子内親王）にも同様の要請をしている（後述）。続く23日、恭順派を中心として配置した徳川家人事の変更が行われた。
若年寄：平山敬忠、川勝広運
陸軍総裁：勝義邦（海舟）、副総裁：藤沢次謙：
海軍総裁：矢田堀鴻、副総裁：榎本武揚
会計総裁：大久保忠寛（一翁）、副総裁：成島柳北
外国事務総裁：山口直毅、副総裁：河津祐邦
後に若年寄には高家の今川範叙も兼任するが、このうち庶政を取り仕切る会計総裁・大久保一翁と軍事を司る陸軍総裁・勝海舟の2人が、瓦解しつつある徳川家の事実上の最高指揮官となり、恭順策を実行に移していくことになった。この時期、フランス公使レオン・ロッシュがたびたび登城して慶喜に抗戦を提案しているが、慶喜はそれも退けている。27日、慶喜は徳川茂承（紀州藩主）らに隠居・恭順を朝廷に奏上することを告げた。
ここに至って徳川家の公式方針は恭順に確定したが、それに不満を持つ幕臣たちは独自行動をとることとなる。さらに2月9日には鳥羽・伏見の戦いの責任者を一斉に処分、翌日には同戦いによって新政府から官位を剥奪された松平容保・松平定敬・板倉勝静らの江戸城への登城を禁じた。12日、慶喜は江戸城を徳川慶頼（田安徳川家当主、元将軍後見職）・松平斉民（前津山藩主）に委任して退出し、上野寛永寺大慈院に移って、その後謹慎生活を送った。

### 新政府側の強硬論と寛典論

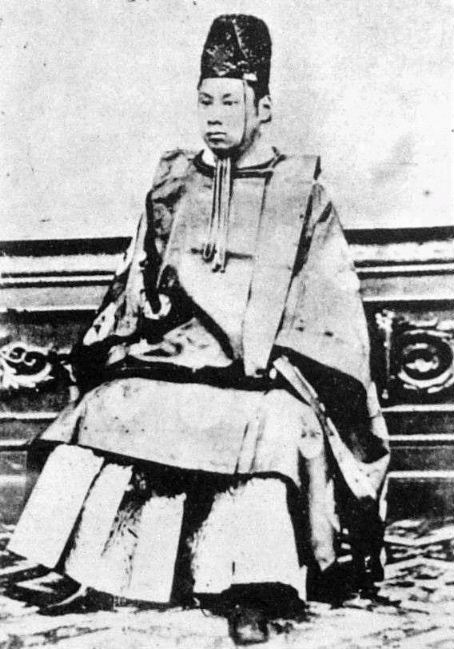
熾仁親王

新政府側でも徳川家（特に前将軍慶喜）に対して厳しい処分を断行すべきとする強硬論と、長引く内紛や過酷な処分は国益に反するとして穏当な処分で済ませようとする寛典論の両論が存在した。薩摩藩の西郷隆盛などは強硬論であり、大久保利通宛ての書状などで慶喜の切腹を断固求める旨を訴えていた。大久保も同様に慶喜が謹慎したくらいで赦すのはもってのほかであると考えていた節が見られる。このように、東征軍の目的は単に江戸城の奪取のみに留まらず、徳川慶喜（およびそれに加担した松平容保・松平定敬）への処罰、および徳川家の存廃と常にセットとして語られるべき問題であった。
一方、長州藩の木戸孝允・広沢真臣らは徳川慶喜個人に対しては寛典論を想定していた。また公議政体派の山内容堂・松平春嶽・伊達宗城（前宇和島藩主）ら諸侯も、心情的にまだ慶喜への親近感もあり、慶喜の死罪および徳川家改易などの厳罰には反対していた。
新政府はすでに東海道・東山道・北陸道の三道から江戸を攻撃すべく、正月5日には橋本実梁を東海道鎮撫総督に、同9日には岩倉具定を東山道鎮撫総督に、高倉永祜を北陸道鎮撫総督に任命して出撃させていたが、2月6日天皇親征の方針が決まると、それまでの東海道・東山道・北陸道鎮撫総督は先鋒総督兼鎮撫使に改称された。2月9日には新政府総裁の熾仁親王が東征大総督に任命（総裁と兼任）される。先の鎮撫使はすべて大総督の指揮下に組み入れられた上、大総督には江戸城・徳川家の件のみならず東日本に関わる裁量のほぼ全権が与えられた。大総督府参謀には正親町公董・西四辻公業（公家）が、下参謀には広沢真臣（長州）が任じられたが、寛典論の広沢は12日に辞退し、代わって14日強硬派の西郷隆盛（薩摩）と林通顕（宇和島）が補任された。
2月15日、熾仁親王以下東征軍は京都を進発して東下を開始し、3月5日に駿府に到着。翌6日には大総督府の軍議において江戸城進撃の日付が3月15日と決定されたが、同時に、慶喜の恭順の意思が確認できれば一定の条件でこれを容れる用意があることも「別秘事」として示されている。この頃にはすでに西郷や大久保利通らの間にも、慶喜の恭順が完全であれば厳罰には及ばないとの合意ができつつあったと思われる。実際、これらの条件も前月に大久保利通が新政府に提出した意見書にほぼ添うものであった。

## 徳川家側の動き

### 諸隊の脱走と抗戦
2月5日には伝習隊の歩兵400名が八王子方面に脱走した（後に大鳥圭介軍に合流する）。また2月7日夜、旧幕府兵の一部（歩兵第11・12連隊）が脱走。これらは歩兵頭古屋佐久左衛門に統率されて同月末、羽生陣屋（埼玉県羽生市）に1800人が結集し、3月8日には下野国簗田（栃木県足利市梁田町）で東征軍と戦って敗れた（梁田の戦い）。古屋はのちに今井信郎らと衝鋒隊を結成し、東北戦争・箱館戦争に従軍することになる。
また、新選組の近藤勇・土方歳三らも甲陽鎮撫隊と称して、甲州街道を進撃し、甲府城を占拠して東征軍を迎撃しようと試みるが、3月6日勝沼で東征軍と戦闘して敗れ（甲州勝沼の戦い）、下総流山（千葉県流山市）へ転戦した。
これらの暴発は、陸軍総裁・勝海舟の暗黙の承認や支援を得て行われており、いずれも兵数・装備の質から東征軍には全く歯が立たないことを見越したうえで出撃していた。また、恭順路線に不満を抱いた主戦派を江戸から排除する目的もあったと思われる。

### 天璋院・静寛院・輪王寺宮の歎願

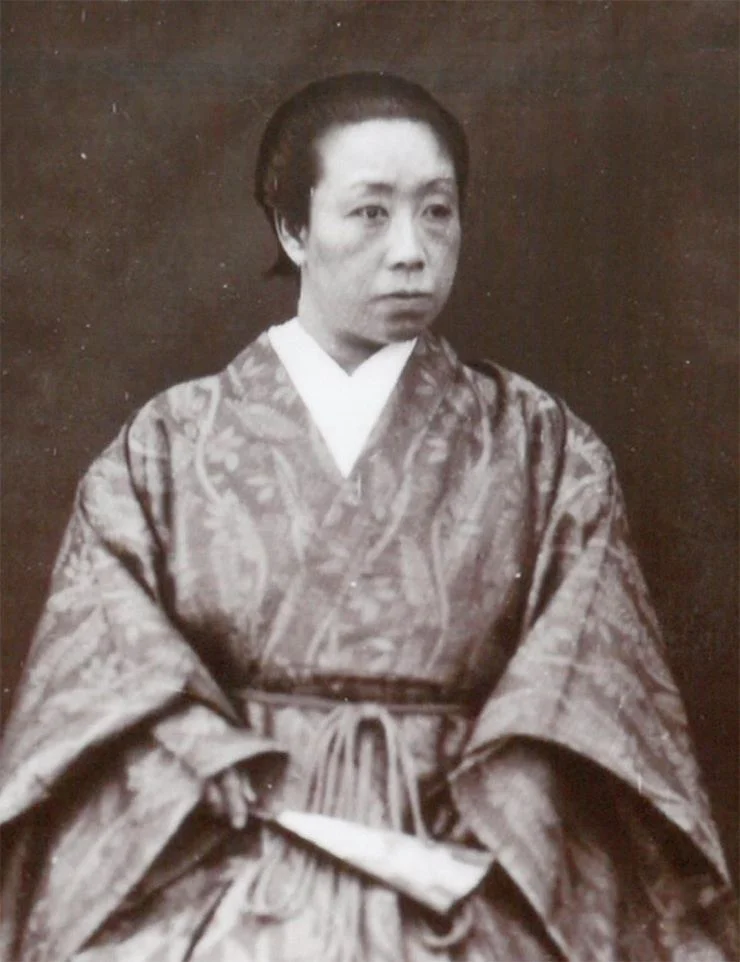
天璋院

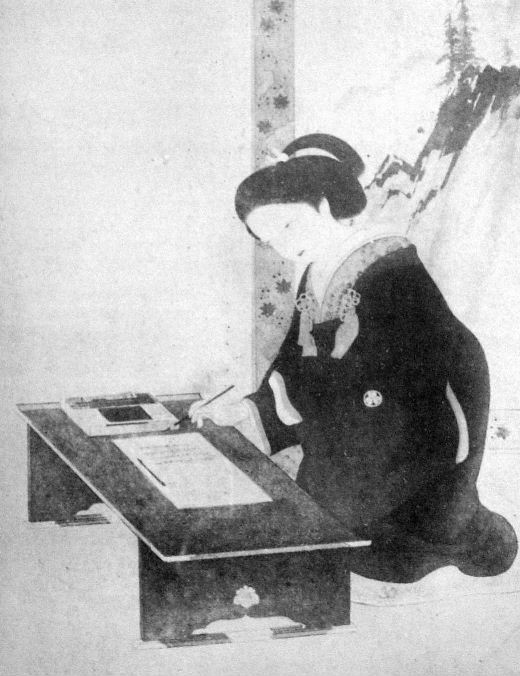
静寛院宮（和宮）

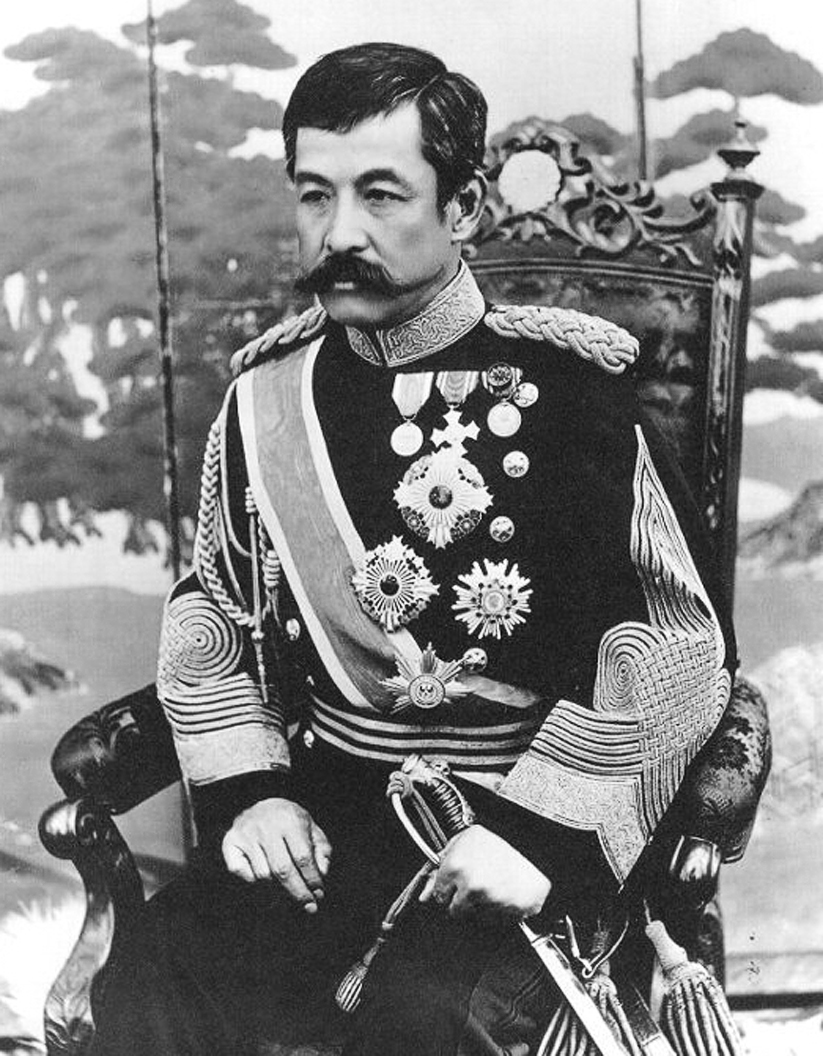
公現入道親王（能久親王）

13代将軍・徳川家定正室として江戸城大奥の総責任者であった天璋院（近衛敬子）は、薩摩出身で島津斉彬の養女だった。また14代将軍・徳川家茂正室の静寛院宮（和宮）は、明治天皇の叔母であり、東征大総督有栖川宮とかつて婚約者であり、かつ東海道鎮撫総督の橋本実梁と従兄妹の間柄であった。そのため、この2人は大総督府首脳部と縁故を持っていた。また上野寛永寺には前年に輪王寺門跡を継承した公現入道親王（後の北白川宮能久親王）がおり、慶喜はこれらの人物を通じて、新政府や大総督府に対し助命ならびに徳川家存続の歎願を立て続けに出している。
正月21日、静寛院は慶喜の歎願書に伯父・橋本実麗、従兄・実梁父子宛の自筆歎願書を添え、侍女の土御門藤子を使者として遣わした。東海道先鋒総督の橋本実梁は、2月1日に在陣中の桑名（三重県桑名市）でこの書状を受け取った。しかし下参謀西郷隆盛は、いかに和宮からの歎願であったとしても所詮は賊徒からの申し分であるとして歯牙にもかけず、知らせを受けた京都の大久保もまた同意見であった。土御門藤子はやむなく上京し、6日に入京した。議定長谷信篤・参与中院通富らに静寛院の歎願を訴えた結果、万里小路博房から岩倉具視へも伝わり、16日橋本実麗に対して口頭書ながら徳川家存続の内諾を得た。18日に京都を発った藤子は2月30日に江戸へ戻り、静寛院に復命している。
一方の輪王寺宮公現入道親王は2月21日、江戸を発って東海道を西に上り、3月7日には駿府で大総督熾仁親王と対面し、慶喜の謝罪状と自身の歎願書を差し出した。しかし参謀西郷隆盛・林通顕らがかえって甲陽鎮撫隊による抗戦を厳しく咎め、12日には大総督宮から歎願不採用が申し下された。
また、天璋院は慶喜個人に対してはあまり好感情を持っていなかったといわれるが、徳川家存続には熱心であり、「薩州隊長人々」に宛てて歎願書を記し、さらに3月11日には東征軍への使者として老女を遣わしている。天璋院の使者たちは13日に西郷隆盛と面会し、同19日には西郷から天璋院に嘆願を受け入れる旨の連絡があった。なお山岡鉄舟は、これらの使者の働きがほとんど影響を与えなかったと考えていたようである。
これらの歎願は、下参謀西郷隆盛らに心理的影響を与えた可能性があり、幕末の大奥を題材とした小説やドラマなどでは、積極的にエピソードとして採用されている。

## 山岡鉄太郎と西郷隆盛の交渉

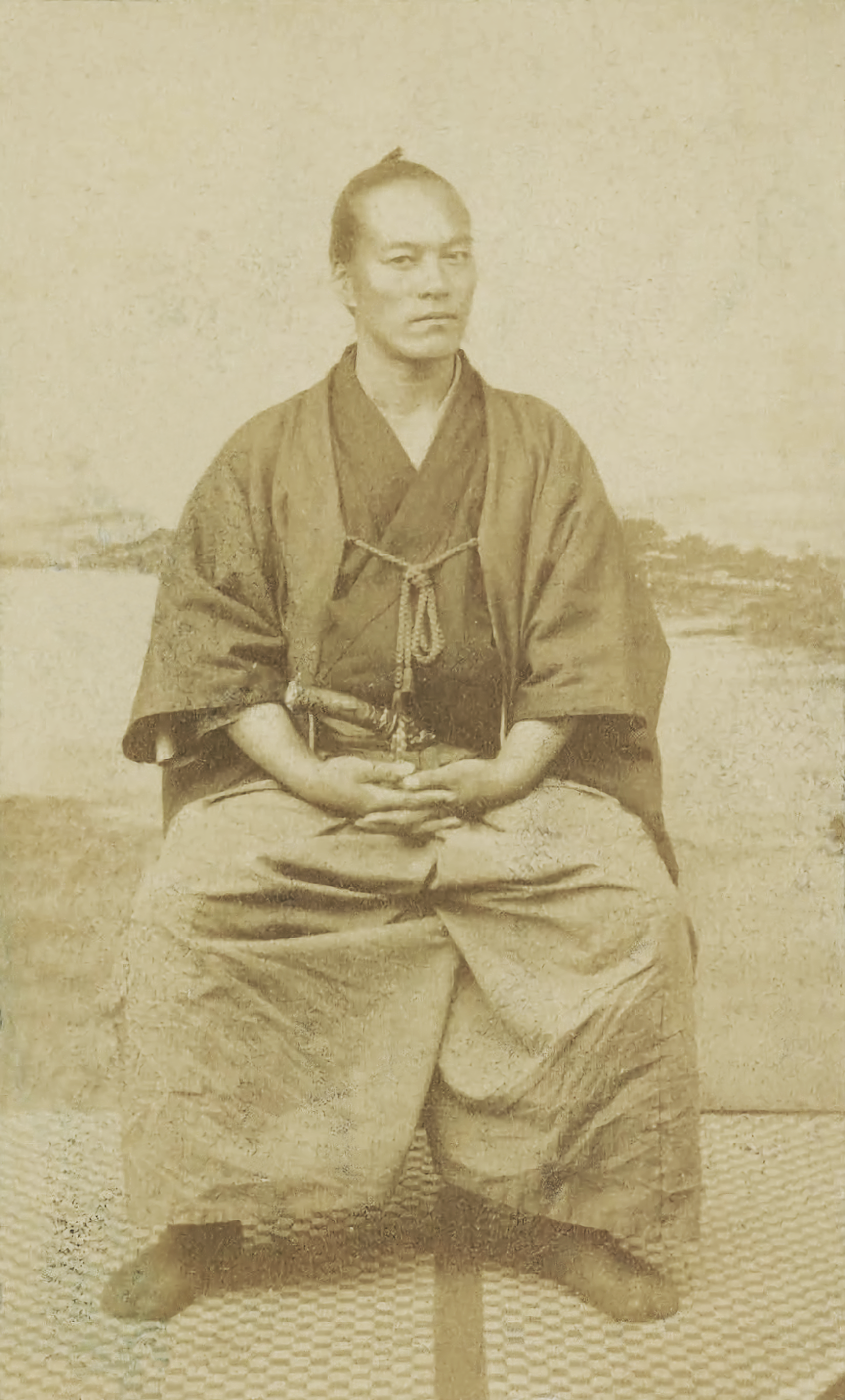
山岡鉄太郎（鉄舟）

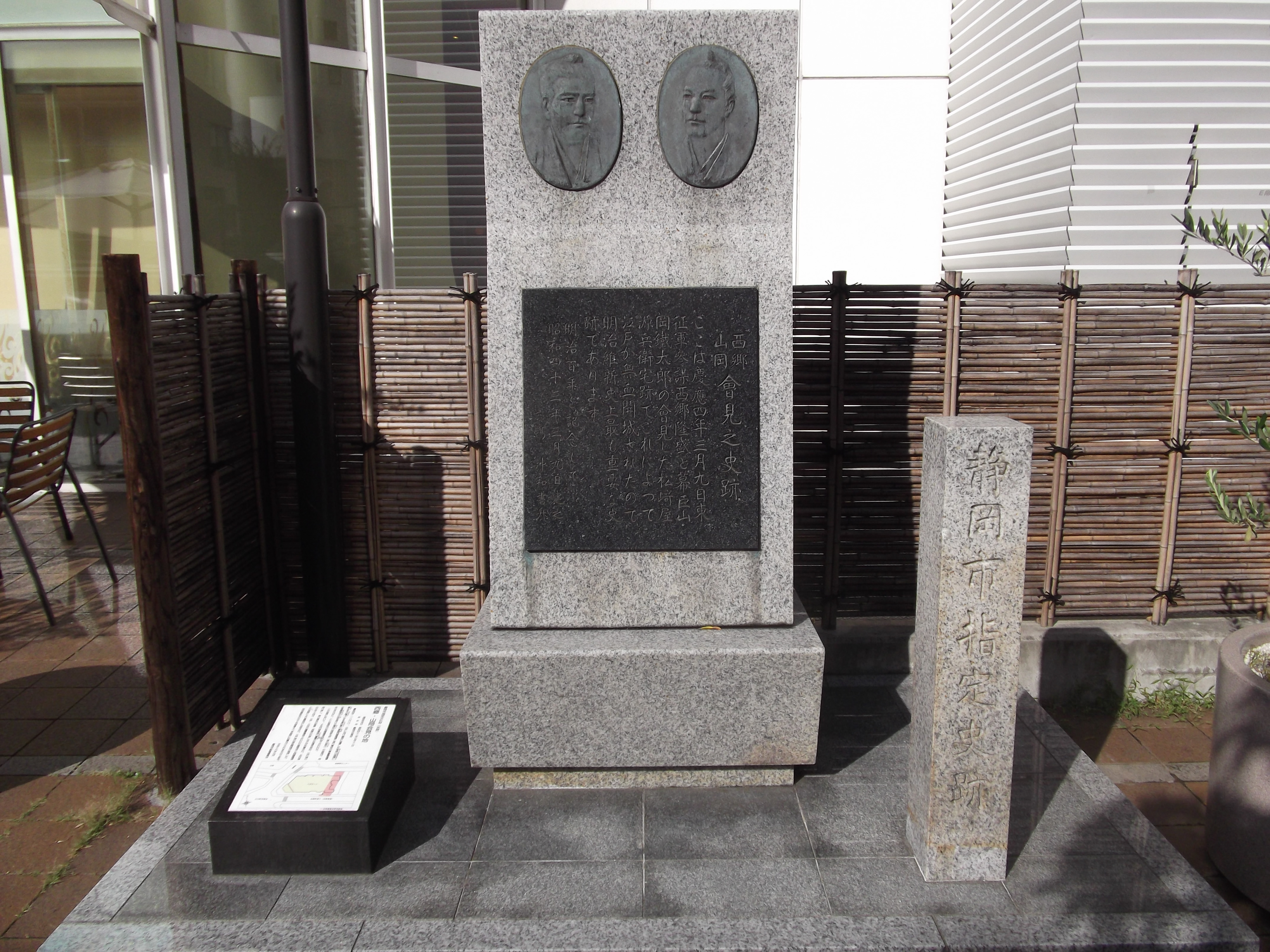
山岡・西郷の会見の史跡

差し迫る東征軍に対し、寛永寺で謹慎中の徳川慶喜は護衛していた高橋泥舟に恭順の意を伝えてほしいと述べた。高橋は、義弟で精鋭隊頭の山岡鉄太郎（鉄舟）を推薦した。山岡は徳川慶喜の使者として、3月9日慶喜の意を体して、駿府まで進撃していた大総督府に赴くこととなった。よく山岡は勝海舟の使者と説明されるが、徳川慶喜直々に命じられた使者である 。山岡は西郷を知らなかったこともあり、まず陸軍総裁勝海舟の邸を訪問した。
勝は山岡とは初対面であったが、一見してその人物を大いに評価した。進んで西郷への書状を認めるとともに、前年の薩摩藩焼き討ち事件の際に捕らわれた後、勝家に保護されていた薩摩藩士益満休之助を護衛につけて送り出した。山岡と益満は、かつて尊王攘夷派の浪士清河八郎が結成した虎尾の会のメンバーであり、旧知であった。
山岡と益満は駿府の大総督府へ急行し、下参謀西郷隆盛の宿泊する旅館に乗り込み、西郷との面談を求めた。すでに江戸城進撃の予定は3月15日と決定していたが、西郷は山岡と会談を行い、山岡の真摯な態度に感じ入り、交渉に応じた。ここで初めて、東征軍から徳川家へ開戦回避に向けた条件提示がなされた。このとき江戸城総攻撃の回避条件として、西郷から山岡へ提示されたのは以下の7箇条である。
1. 徳川慶喜の身柄を備前藩に預けること。
2. 江戸城を明け渡すこと。
3. 軍艦をすべて引き渡すこと。
4. 武器をすべて引き渡すこと。
5. 城内の家臣は向島に移って謹慎すること。
6. 徳川慶喜の暴挙を補佐した人物を厳しく調査し、処罰すること。
7. 暴発の徒が手に余る場合、官軍が鎮圧すること。

これは、去る6日に大総督府軍議で既決していた「別秘事」に（若干の追加はあるものの）概ね沿った内容である。山岡は上記7箇条のうち第一条を除く6箇条の受け入れは示したが、第一条のみは絶対に受けられないとして断固拒否し、西郷と問答が続いた。
ついには山岡が西郷に、「もし島津の殿様が誤って朝敵の汚名を着せられたら、先生は主君を差し出して平気でいられますか？」と詰問すると、西郷は山岡の主君への赤誠なる忠心に触れて折れ、第一条を取り消すよう取り計らうと確約した。
翌10日、山岡はこの結果を持って江戸へ帰り、勝に報告した。西郷も山岡を追うように11日に駿府を発ち、13日には江戸薩摩藩邸に入った。江戸城への進撃を予定されていた15日のわずか2日前であった。

### 焦土作戦の準備
勝は東征軍との交渉を前に、いざという時の備えのために焦土作戦を準備していたという。もし東征軍側が徳川家の歎願を聞き入れずに攻撃に移った場合や、徳川家臣の我慢の限度を越えた屈辱的な内容の条件しか受け入れない場合には、敵の攻撃を受ける前に江戸城および江戸の町に放火して、敵の進軍を防いで焦土と化す作戦である。1812年にナポレオンの攻撃を受けたロシア帝国がモスクワで行った作戦（1812年ロシア戦役を参照）を参考にしたというが、それとは異なりいったん火災が発生した後はあらかじめ江戸湾に集めておいた雇い船で避難民をできるだけ救出する計画だったという。勝は焦土作戦を準備するにあたって、新門辰五郎ら市井の友人の伝手を頼り、町火消組、鳶職の親分、博徒の親方、非人頭の家を自ら回って協力を求めたという。これらは後年の勝が語るところであるが、勝は特有の大言癖があるため、どこまでの信憑性があるかは不明である。しかし西郷との談判に臨むにあたって、これだけの準備があったからこそ相手を呑む胆力が生じたと回顧している。

## 勝・西郷会談

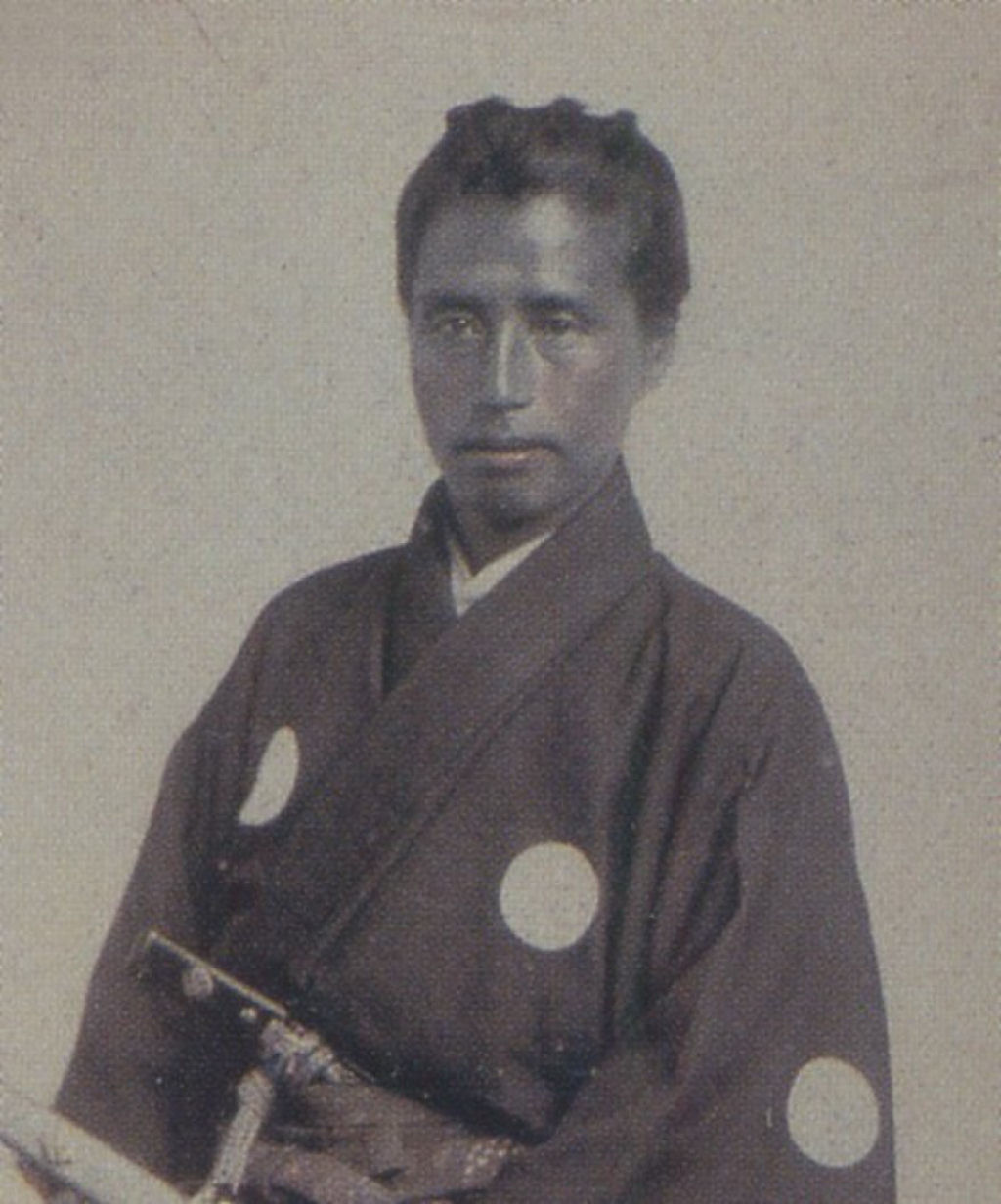
勝海舟

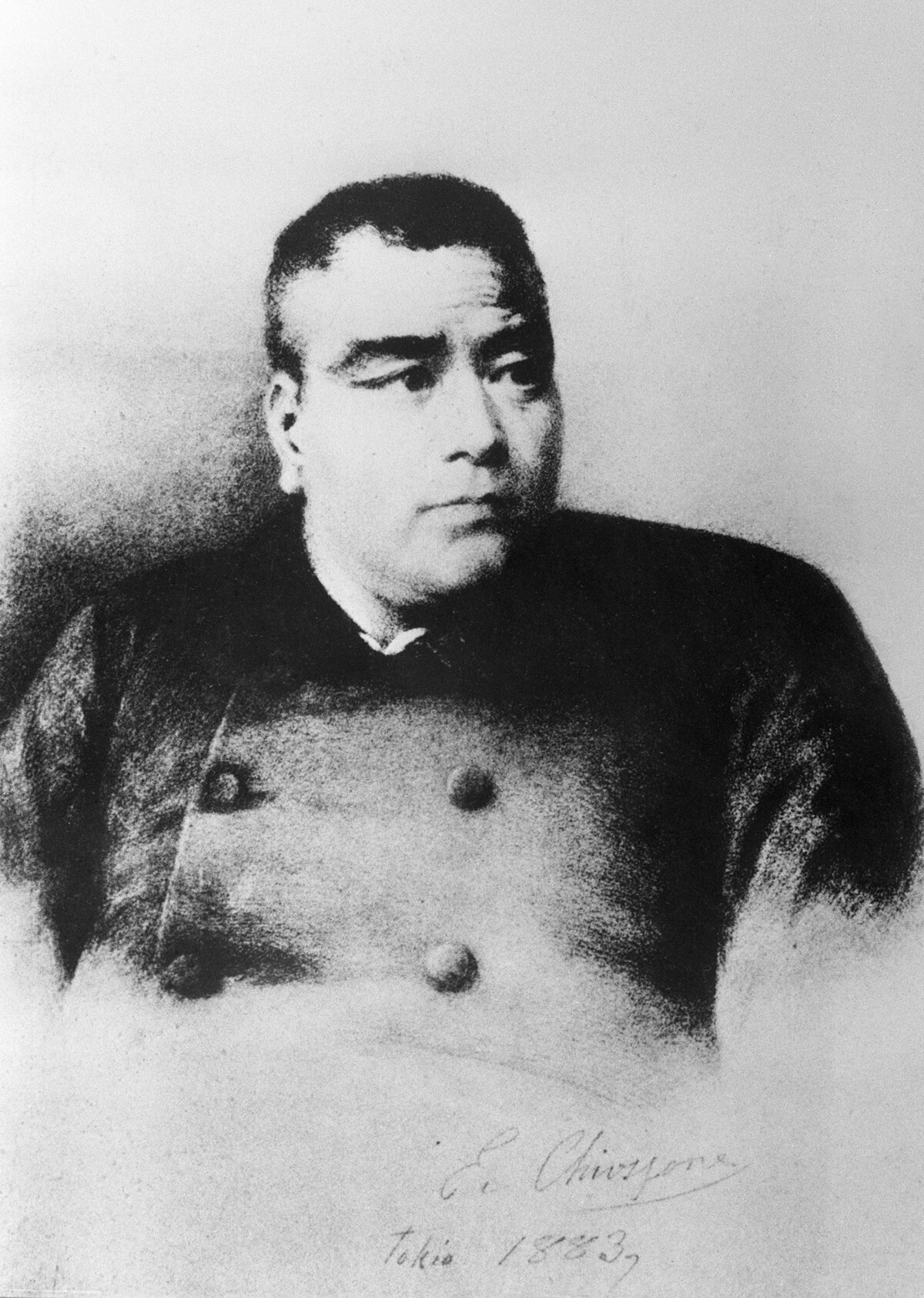
西郷隆盛

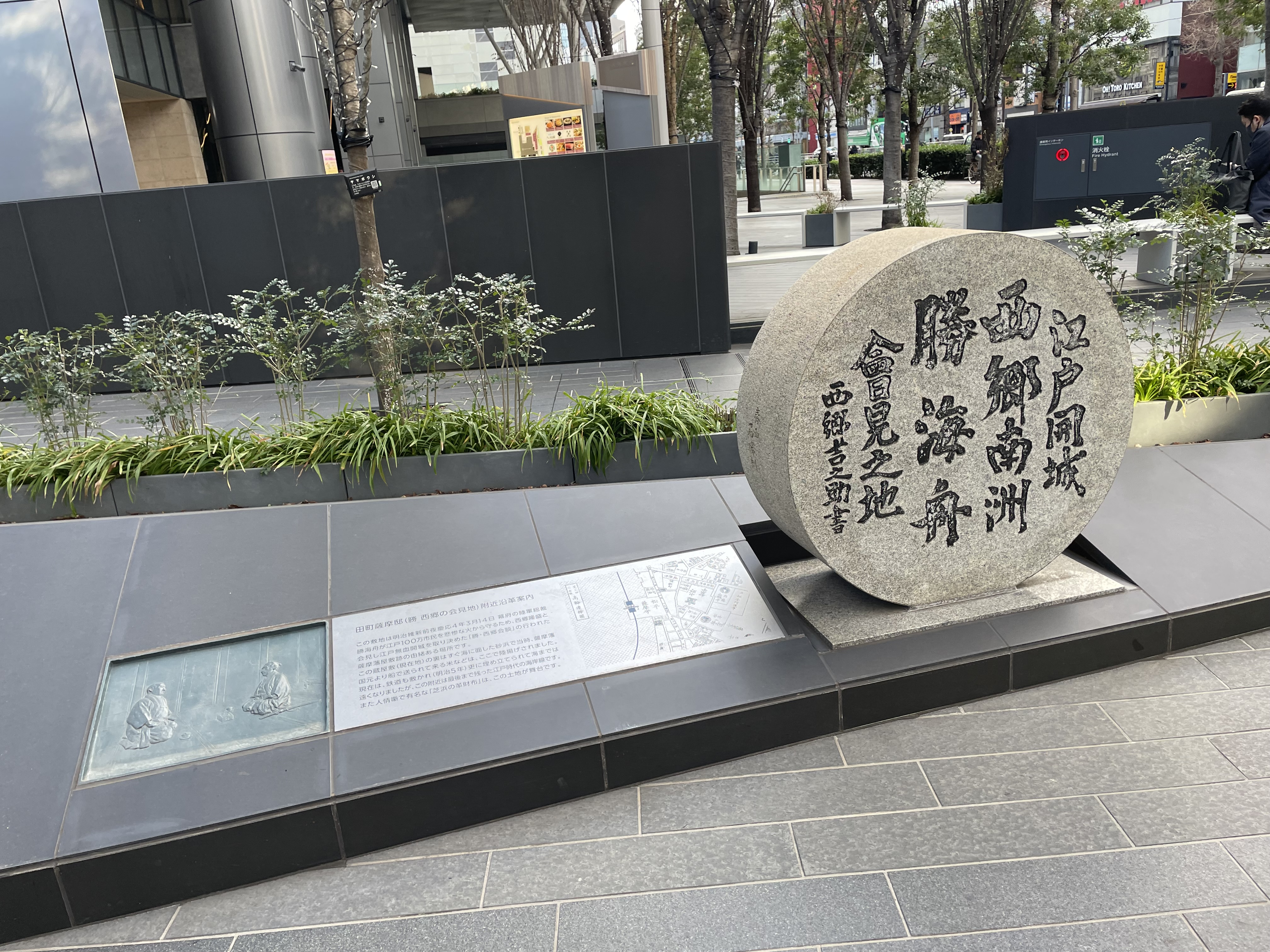
会見之地の記念碑

山岡の下交渉を受けて、徳川家側の最高責任者である会計総裁・大久保一翁および陸軍総裁・勝海舟と、大総督府下参謀・西郷隆盛との江戸開城交渉は、田町（東京都港区三田）の薩摩藩江戸藩邸にて、3月13日・14日の2回行われた。小説やドラマなどの創作では演出上、勝と西郷の2人のみが面会したように描かれることが多いが、実際には徳川家側から大久保や山岡、東征軍側から村田新八・桐野利秋らも同席していたと思われる。
勝と西郷は、元治元年（1864年）9月に大坂で面会して以来の旧知の仲であった。西郷にとって勝は、幕府の存在を前提としない新政権の構想を教示された恩人でもあった。西郷は、徳川家の総責任者が勝と大久保であることを知った後は、交渉によって妥結できるであろうと情勢を楽観視していた。
この間、11日には東山道先鋒総督参謀の板垣退助（土佐藩）が八王子駅に到着。12日には同じく伊地知正治（薩摩藩）が板橋に入り、13日には東山道先鋒総督岩倉具定も板橋駅に入った。江戸城の包囲網は完成しつつあり、緊迫した状況下における会談となった。しかし西郷は血気に逸る板垣らを抑え、勝らとの交渉が終了するまでは厳に攻撃開始を戒めていた。

### 第一回交渉（3月13日）
江戸に到着したばかりの西郷と、西郷の到着を待望していた勝との間で、3月13日に第一回交渉が行われた。静寛院宮（和宮）の処遇問題と、以前山岡に提示された慶喜の降伏条件の確認のみで、突っ込んだ話は行われず、若干の質問・応答のみで終了となった。

### 第二回交渉（3月14日）
3月14日の第二回交渉では、勝から先般の降伏条件に対する回答が提示された。
1. 徳川慶喜は故郷の水戸で謹慎する。
2. 慶喜を助けた諸侯は寛典に処して、命に関わる処分者は出さない。
3. 武器・軍艦はまとめておき、寛典の処分が下された後に差し渡す。
4. 城内居住の者は、城外に移って謹慎する。
5. 江戸城を明け渡しの手続きを終えた後は即刻田安家へ返却を願う。
6. 暴発の士民鎮定の件は可能な限り努力する。

これは、以前に山岡に提示された条件に対する全くの骨抜き回答であり、事実上拒否したに等しかった。しかし西郷は、勝・大久保を信頼して翌日の江戸城進撃を中止し、自らの責任で回答を京都へ持ち帰って検討することを約した。ここに、江戸城無血明け渡しが決定された。この日、京都では天皇が諸臣を従えて自ら天神地祇の前で誓う形式で五箇条の御誓文が発布され、明治国家の基本方針が示されている。

### 「パークスの圧力」
西郷が徳川方の事実上の骨抜き回答という不利な条件を飲み、進撃を中止した背景には、英国公使ハリー・パークスからの徳川家温存の圧力があり、西郷が受け入れざるを得なかったとする説がある。

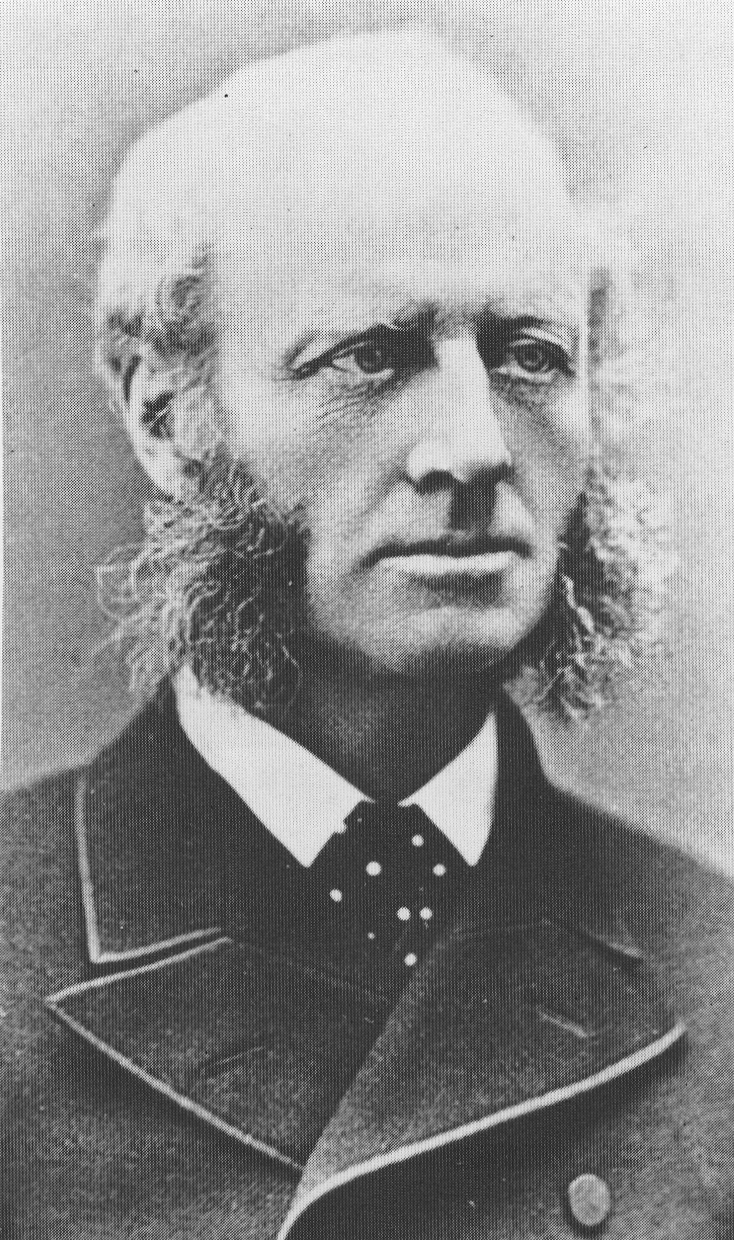
ハリー・パークス

正月25日の局外中立宣言後、パークスは横浜に戻り、治安維持のため、横浜在留諸外国の軍隊で防備する体制を固めたのち、東征軍および徳川家の情勢が全く不明であったことから、公使館通訳アーネスト・サトウを江戸へ派遣して情勢を探らせる一方、3月13日（1868年4月5日）午後には新政府の代表を横浜へ赴任させるよう要請すべくラットラー号を大阪へ派遣している。
東征軍が関東へ入ると、東征軍先鋒参謀木梨精一郎（長州藩士）および渡辺清（大村藩士）は、横浜の英国公使館へ向かい、来るべき戦争で生じる傷病者の手当や、病院の手配などを申し込んだ。しかし、パークスはナポレオンさえも処刑されずにセントヘレナ島への流刑に留まった例を持ち出して、恭順・謹慎を示している無抵抗の徳川慶喜に対して攻撃することは万国公法に反するとして激昂し、面談を中止したという。またパークスは、徳川慶喜が外国に亡命することも万国公法上は問題ないと話したという。このパークスの怒りを伝え聞いた西郷が大きく衝撃を受け、江戸城攻撃中止への外圧となったというものである。

## 江戸城明け渡し

### 西郷の帰京と方針確定
勝との会談を受けて江戸を発った西郷は急ぎ上京し、3月20日にはさっそく朝議が催された。強硬論者だった西郷が慶喜助命に転じたことは、木戸孝允・山内容堂・松平春嶽ら寛典論派にも驚きをもって迎えられた。
西郷の提議で勝の出した徳川方の新条件が検討された。第一条、慶喜の水戸謹慎に対しては政府副総裁の岩倉具視が反対し、慶喜自ら大総督府に出頭して謝罪すること、徳川家は田安亀之助（徳川慶頼の子）に相続させるが、北国もしくは西国に移して石高は70万石ないし50万石とすることなどを要求した。しかし結局は勝案に譲歩して水戸謹慎で確定された。第二条に関しても、田安家に江戸城を即刻返すという勝案は却下されたものの、大総督に一任されることになった。第三・四条の武器・軍艦引き渡しに関しては岩倉の要求が通り、いったん新政府軍が接収した後に改めて徳川家に入用の分を下げ渡すことになった。第五・七条は原案通り。第六条の慶喜を支えた面々の処分については副総裁三条実美が反対し、特に松平容保・松平定敬の両人に対しては、はっきり死罪を求める厳しい要求を主張した。結局は会津・桑名に対して問罪の軍兵を派遣し、降伏すればよし、抗戦した場合は速やかに討伐すると修正された。この決定が後の会津戦争に繋がることになる。修正・確定された7箇条を携えて、西郷は再び江戸へ下ることとなった。
この間の3月23日、東征軍海軍先鋒大原重実が横浜に来航し、附属参謀島義勇（佐賀藩士）を派遣して徳川家軍艦の引き渡しを要求したが、勝は未だ徳川処分が決定していないことを理由にこれを拒否している。勝としては交渉相手を西郷のみに絞っており、切り札である慶喜の身柄や徳川家の軍装に関して、西郷の再東下より前に妥協するつもりはなかったためである。
3月28日、西郷は横浜にパークスを訪問し、事の経緯と新政権の方針を説明している（なおその前日には勝もパークスを訪問している）。パークスは西郷の説明に満足し、ここに「パークスの圧力」は消滅した。

### 城明け渡しと慶喜の水戸退去
江戸へ再来した西郷は勝・大久保らとの間で最終的な条件を詰め、4月4日には大総督府と徳川宗家との間で最終合意に達し、東海道先鋒総督橋本実梁、副総督柳原前光、参謀西郷らが兵を率いて江戸城へ入城した。橋本らは大広間上段に導かれ、下段に列した徳川慶頼・大久保一翁・浅野氏祐らに対し、徳川慶喜の死一等を減じ、水戸での謹慎を許可する勅旨を下した。そして9日には静寛院宮が清水邸に、10日には天璋院が一橋邸に退去した。11日には慶喜は謹慎所の寛永寺から水戸へ出発し、同日をもって江戸城は無血開城、大総督府が接収した。
それより前、4月8日に東征大総督熾仁親王は駿府を発し、同21日江戸城へ入城。ここに江戸城は正式に大総督府の管下に入り、江戸城明け渡しが完了した。また京都では4月9日、明治天皇が紫宸殿において軍神を祀り、徳川慶喜が謝罪し、江戸を平定したことを報告している。

### 榎本艦隊脱走
海軍副総裁の榎本武揚は徳川家に対する処置を不満とし、約束の軍艦引き渡しを断固拒否していたが、徳川慶喜が寛永寺から水戸へ移った4月11日、抗戦派の旧幕臣らとともに旧幕府艦隊7隻を率いて品川沖から出港し、館山沖に逃れた。結局、勝の説得により艦隊はいったん品川に戻り、新政府軍に4隻（富士・朝陽・翔鶴・観光）を渡すことで妥協したが、これにより降伏条件は完全には満たされなくなった。その後も再三にわたり勝は榎本に自重を求めたが、徳川家に対する処分に不服の榎本はこれを聞かず、結局8月19日に8隻（開陽・回天・蟠竜・千代田形・神速・長鯨・美賀保・咸臨）を率いて東征軍に抵抗する東北諸藩の支援に向かった。後に榎本らは箱館の五稜郭を占拠し、最後まで新政府軍に抵抗した（→箱館戦争）。

### 抗戦派と上野戦争

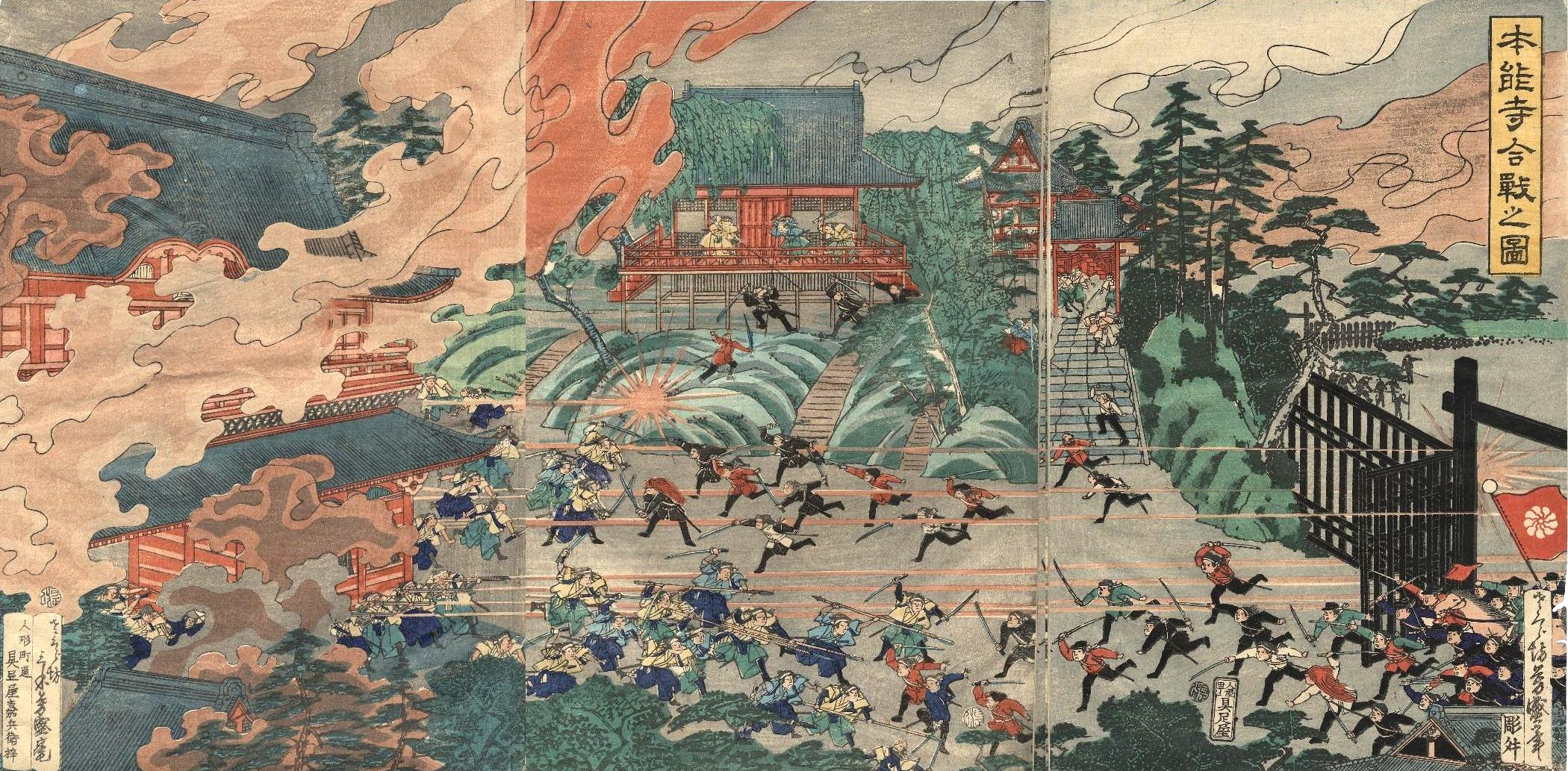
上野戦争の図。画題は『本能寺合戦の図』となっているが、実際には上野の戦闘を描いている。

徳川家処分に不満を持つ抗戦派は、江戸近辺で挙兵するが、新政府軍に各個撃破されていくことになる。福田道直率いる撒兵隊は1500人程度で木更津から船橋へ出て東海道軍と衝突、撃破された（市川・船橋戦争）。大鳥圭介と歩兵隊は下総国府台（千葉県市川市）に集結し、新選組の土方歳三らを加えて宇都宮城を陥落させるが、東山道軍によって奪還され（宇都宮城の戦い）、日光街道を北へ逃走し、その後東北から箱館へ転戦した。
一方、一橋徳川家家臣の渋沢成一郎・天野八郎らは、上野寛永寺に謹慎していた慶喜の冤罪を晴らし薩賊を討つと称して、幕臣などを集め彰義隊を結成し、上野の山に集結していた。江戸城留守居の松平斉民は、彰義隊を利用して江戸の治安維持を図ったが、かえって彰義隊の力が増大し大総督府の懐疑を招いた。4月11日に慶喜が上野を退去した後も、彰義隊は寛永寺に住する輪王寺宮公現入道親王を擁して上野に居座り続けた。閏4月29日関東監察使として江戸に下った副総裁三条実美は、鎮将府を設置して民政・治安権限を徳川家から奪取し、彰義隊の江戸市中取締の任を解くことを通告した。その後、新政府自身が彰義隊の武装解除に当たる旨を布告し、5月15日に大村益次郎率いる新政府軍が1日で鎮圧した（→上野戦争）。これらの戦いにより、抗戦派はほぼ江戸近辺から一掃された。

### 静岡藩の成立
関東監察使三条実美は閏4月29日、田安亀之助（後の徳川家達。6歳）による徳川宗家相続を差し許す勅旨を伝達した。ついで5月24日には駿府70万石に移封されることが発表となった。これにより新たに静岡藩徳川家が成立したが、800万石から70万石への減封によって膨大な家臣団を養うことはできなくなり、駿府へ赴いた者は15000人程度だったという。

### 江戸城から宮城へ
すでに大久保利通は正月下旬の時点で、京都には旧弊が多いとして大阪遷都論を政府へ提出し、木戸もこれに強く賛同している。これには公家などから反対が多く、結局大阪親征行幸の実行に留まったが、大久保・木戸らの間で遷都論は燻り続けていた。そんな中、江戸城が無血で新政府の管轄に入ったことで、遷都先として江戸が急浮上した。
9月8日、年号が明治と改元されると、同月20日明治天皇が東京（7月に江戸から改称）行幸に出発し、10月13日に江戸城に到着。同時に名を「東京城」と改められ、東幸の際の皇居と定められた。幕府のシンボルであった江戸城に天皇が入ることで、天皇が皇国一体・東西同視のもと自ら政を決することを宣言するデモンストレーションともなった。この後、再度の東幸が行われるとともに、首都機能が京都から東京へ次々と移転。事実上東京が首都と見なされるようになり、東京城はやがて「宮城」（戦前）「皇居」（戦後）と呼ばれるようになったのである。

## 江戸開城の意義
当時、人口100万人を超える世界最大規模の都市であった江戸とその住民を戦火に巻き込まずにすんだことは、江戸開城の最大の成果であった。勝は後に西郷を「江戸の大恩人」と讃えている。また、江戸開城は一連の戊辰戦争の流れの中で、それまで日本の支配者であった徳川宗家が、新時代の支配者たるべき明治新政府に対して完全降伏するという象徴的な事件であり、日本統治の正統性が徳川幕府から天皇を中心とする朝廷に移ったことも意味した。諸外国の立場もこれ以降、局外中立を保ちながらも、新政府側へ徐々にシフトしていく。以後の戦いは、新政府軍の鎮撫とそれに抵抗する東北諸藩及び旧幕府勢力という構図で語られることが多くなる。また江戸時代に事実上日本の首都機能を担った江戸という都市基盤が、ほぼ無傷で新政府の傘下に接収されたことは、新国家の建設に向けて邁進しつつあった新政府にとっては、大きなメリットになったと言える。旧幕臣であるジャーナリスト福地桜痴が著書『幕府衰亡論』で江戸幕府の滅亡を江戸開城の時としているのは、そのインパクトの大きさを物語っている。
江戸城が無傷で開城したことは半ば予想されたこととはいえ、新政府の主要士族たちにとっては拍子抜けでもあった。政府内において、親徳川派であった松平春嶽などの列侯会議派が常に政府の主導権の巻き返しを図ろうとしており、にわか仕立ての新政府軍は諸藩による緩やかな連合体に過ぎず、その結束を高めるためには強力な敵を打倒するという目的が必要だったからである。そこで諸藩の団結強化のため、江戸城に代わる敵として想定されたのが、先の降伏条件でも問罪の対象として名指しされた松平容保の会津藩（および弟の松平定敬）であり、開戦前に江戸の薩摩藩邸を焼き討ちにした庄内藩、また去就を明らかにしていなかった東北諸藩であった。佐幕派の重鎮であった会津藩は、藩主の松平容保が恭順を示していたものの、藩内は主戦論が支配的であり武装解除も拒否していたことから、新政府は会津の恭順姿勢を信用していなかった。抗戦派を排除してまで恭順を示した徳川慶喜にはそれほど強硬な処分を求めなかった木戸孝允も、会津藩を討伐しなくては新政府は成り立たないと大久保利通に述べており、大久保も賛同している。
また、江戸城とともに従来の幕府の統治機構である幕藩体制が存続することは、強力な政府の下に富国強兵を図り、欧米列強に対抗しうる中央集権的な国家を形成しようとしていた新政府にとっては、旧弊を温存することにもなりうる諸刃の剣であった。結局のところ近代国家を建設するためには、各地を支配する藩（大名）の解体が不可避であり、いったん藩地と人民を天皇に返還する手続きを取ったのち（版籍奉還）、さらに最終的には幕藩体制自体を完全解体する廃藩置県というもう一つの革命（こちらの革命は正真正銘無血で行われた）を必要としたのである。

## 略年表
以下は上記の江戸開城に関連する事項を時系列で並べた略年表である。右に参考としてグレゴリオ暦の日付（すべて1868年）を附した。
| 慶応3年             | 慶応3年                                                                                   | 慶応3年  |
| ------------------- | ----------------------------------------------------------------------------------------- | -------- |
| 12月9日             | 小御所会議で慶喜の辞官納地が決定。                                                        | 1月3日   |
| 12月25日            | 江戸薩摩藩邸焼き討ち。                                                                    | 1月19日  |
| 慶応4年（明治元年） |                                                                                           |          |
| 正月3日             | 鳥羽・伏見の戦い勃発。                                                                    | 1月27日  |
| 正月5日             | 新政府、橋本実梁を東海道鎮撫総督に任命。                                                  | 1月29日  |
| 正月6日             | 慶喜、大坂城を脱出。東帰。                                                                | 1月30日  |
| 正月7日             | 新政府、慶喜追討令を発令。                                                                | 1月31日  |
| 正月9日             | 新政府、岩倉具定を東山道鎮撫総督に高倉永祜を北陸道鎮撫総督に任命。                        | 2月2日   |
| 正月10日            | 新政府、慶喜ら27人を「朝敵」とし、官職を剥奪。                                            | 2月3日   |
| 正月11日            | 慶喜、品川に到着。翌日江戸城入り。                                                        | 2月4日   |
| 正月15日            | 慶喜、主戦派の小栗忠順を罷免。                                                            | 2月8日   |
| 正月21日            | 新政府、諸外国に局外中立を要請。                                                          | 2月14日  |
| 正月21日            | 静寛院宮、侍女の土御門藤子を嘆願の使者として派遣。                                        | 2月14日  |
| 正月23日            | 徳川家、新人事に改組。大久保一翁・勝海舟が責任者となる。                                  | 2月16日  |
| 正月25日            | 諸外国、それぞれ局外中立を宣言。                                                          | 2月18日  |
| 2月1日              | 土御門藤子、桑名で静寛院宮の嘆願書を橋本実梁に提出。                                      | 2月23日  |
| 2月5日              | 幕府伝習隊の歩兵400名が八王子方面に脱走。                                                 | 2月27日  |
| 2月6日              | 新政府、天皇親征の方針を発表。土御門藤子、入京。                                          | 2月28日  |
| 2月7日              | 旧幕府兵の一部（歩兵第11・12連隊）が脱走。                                                | 2月29日  |
| 2月9日              | 慶喜、鳥羽・伏見の戦いの責任者を処罰。                                                    | 3月2日   |
| 2月9日              | 新政府総裁の有栖川宮熾仁親王が東征大総督に任命。                                          | 3月2日   |
| 2月12日             | 慶喜、江戸城を退出して上野寛永寺で謹慎。                                                  | 3月5日   |
| 2月14日             | 東征大総督参謀に西郷隆盛と林通顕を補任。                                                  | 3月7日   |
| 2月15日             | 東征大総督が京都を進発。                                                                  | 3月8日   |
| 2月16日             | 土御門藤子、徳川家存続の内諾を得る。                                                      | 3月9日   |
| 2月21日             | 輪王寺宮公現入道親王、江戸を発って東海道を西上。                                          | 3月14日  |
| 2月30日             | 土御門藤子、江戸へ戻り静寛院に復命。                                                      | 3月23日  |
| 3月5日              | 東征大総督、駿府に到着。                                                                  | 3月28日  |
| 3月6日              | 東征大総督府、江戸城進撃を3月15日と決定。同時に条件付による慶喜恭順の受け入れ方針を示す。 | 3月29日  |
| 3月6日              | 甲州勝沼で板垣退助率いる迅衝隊が甲陽鎮撫隊を撃破。                                        | 3月29日  |
| 3月7日              | 輪王寺宮、駿府で大総督と対面。                                                            | 3月30日  |
| 3月8日              | 下野簗田で古屋佐久左衛門が東征軍と戦って敗北。                                            | 3月31日  |
| 3月9日              | 山岡鉄太郎、益満休之助を伴い駿府大総督府で西郷と談判。西郷、降伏条件を提示。              | 4月1日   |
| 3月10日             | 山岡、江戸へ帰府。                                                                        | 4月2日   |
| 3月11日             | 天璋院、東征軍へ使者を派遣。                                                              | 4月3日   |
| 3月11日             | 西郷、駿府を出立。                                                                        | 4月3日   |
| 3月11日             | 東山道先鋒総督参謀・板垣退助が八王子駅に到着。                                            | 4月3日   |
| 3月12日             | 大総督府、輪王寺宮の歎願を却下。                                                          | 4月4日   |
| 3月12日             | 東山道先鋒総督参謀・伊地知正治が板橋に布陣。                                              | 4月4日   |
| 3月13日             | 東山道先鋒総督岩倉具定、板橋駅に着陣。                                                    | 4月5日   |
| 3月13日             | 大総督府下参謀西郷隆盛、江戸に到着。                                                      | 4月5日   |
| 3月13日             | 英国公使パークス、関西方面に軍艦を派遣。                                                  | 4月5日   |
| 3月13日             | 天璋院の使者、江戸城に帰城。                                                              | 4月5日   |
| 3月13日             | 勝・西郷会談（第1回）。                                                                   | 4月5日   |
| 3月13日             | 東征軍先鋒参謀木梨精一郎、パークスと会談？                                                | 4月5日   |
| 3月14日             | 勝・西郷会談（第2回）。江戸城進撃中止を決定。西郷、上京。                                 | 4月6日   |
| 3月14日             | 明治天皇が五箇条の御誓文を誓い、億兆安撫国威宣揚の御宸翰を国民に下さる。                  | 4月6日   |
| 3月14日             | 木梨精一郎、パークスと会談？                                                              | 4月6日   |
| 3月20日             | 西郷が帰京し、徳川家処分案について朝議。                                                  | 4月12日  |
| 3月28日             | 西郷が横浜でパークスに事情を説明。                                                        | 4月20日  |
| 4月4日              | 橋本実梁・柳原前光・西郷隆盛ら江戸城へ入城。                                              | 4月26日  |
| 4月8日              | 大総督熾仁親王、駿府を出発。                                                              | 4月30日  |
| 4月9日              | 明治天皇、紫宸殿において江戸城平定を神前報告。                                            | 5月1日   |
| 4月11日             | 江戸城明け渡し。                                                                          | 5月3日   |
| 4月11日             | 慶喜、寛永寺から水戸へ出発。                                                              | 5月3日   |
| 4月11日             | 榎本武揚、艦隊を率いて出港。                                                              | 5月3日   |
| 4月19日             | 大鳥圭介・土方歳三らが宇都宮城を奪取。                                                    | 5月11日  |
| 4月21日             | 大総督熾仁親王、江戸城へ入城。                                                            | 5月13日  |
| 4月23日             | 東山道軍が宇都宮城を奪還。                                                                | 5月15日  |
| 閏4月3日            | 福田道直率いる撒兵隊が市川・船橋戦争で敗北。                                              | 5月24日  |
| 閏4月29日           | 関東監察使三条実美、江戸入城。田安亀之助の徳川家相続を認める。                            | 6月19日  |
| 5月15日             | 上野戦争。彰義隊壊滅。                                                                    | 7月4日   |
| 5月24日             | 徳川家の駿府70万石移封が決定。                                                            | 7月13日  |
| 7月17日             | 江戸を東京と改称。                                                                        | 9月3日   |
| 8月19日             | 榎本艦隊、脱走。                                                                          | 10月4日  |
| 9月8日              | 明治と改元。                                                                              | 10月23日 |
| 9月22日             | 板垣退助・伊地知正治ら率いる新政府軍が会津城を攻略。                                      | 11月6日  |
| 10月13日            | 明治天皇、江戸東幸。東京城と改称。                                                        | 11月26日 |

## フィクション作品への影響
江戸開城は戊辰戦争中の一大画期として象徴的な事件であるとともに、勝・西郷その他多くの人物が関わる劇的な要素に富むことが好まれ、明治以来数多くの創作作品の題材となっている。ここでは主だった作品のみを挙げる。
創作においては西郷は現代人に分かる薩摩語もどきを使用することが多いが、実際にどのように会話したのかは史料が無いので不明である。

### 小説
- 『江戸開城』（海音寺潮五郎）
- 『勝海舟』（子母沢寛）
- 『海舟独言』『最後の幕臣 勝海舟』（童門冬二）

### 漫画
- 『大奥』（よしながふみ）

### 演劇
- 『江戸は燃えているか』

三谷幸喜作の演劇。2018年に新橋演舞場で上演された。

#### 新劇
- 『江戸城明渡』

高安月郊作の新劇。明治36年（1903年）に川上音二郎一座が明治座で上演した。
- 『江戸城明渡し』

藤森成吉作。

#### 歌舞伎
- 「江戸城総攻」三部作（連作）
真山青果作の新歌舞伎の連作。初演で慶喜はいずれも二代目市川左團次がつとめた。新歌舞伎の中では人気のある演目で、今日でも度々上演されている。
  - 第一部『江戸城総攻』（えどじょう そうぜめ）大正15年（1926年）11月歌舞伎座初演
  - 第二部『慶喜命乞』（よしのぶ いのちごい）昭和8年（1933年）11月東京劇場初演
  - 第三部『将軍江戸を去る』（しょうぐん えどを さる）昭和9年（1934年）1月東京劇場初演

### 映画
- 『江戸城総攻め』（1930年、帝国キネマ演芸、監督：志波西果）

上記真山青果の作品の映画化。
- 『江戸最後の日』（1941年、日活京都撮影所、演出：稲垣浩）

吉田絃二郎原作。主演は阪東妻三郎。
- 『大東京誕生 大江戸の鐘』（1958年、松竹、監督：大曽根辰保）

松竹時代劇三十五周年記念映画。

### ドラマ

#### NHK大河ドラマ
- 『三姉妹』（1967年）
- 『勝海舟』（1974年）
- 『翔ぶが如く』（1990年）
- 『徳川慶喜』（1998年）
- 『篤姫』（2008年）
- 『西郷どん』（2018年）

#### その他
- 『五稜郭』（1988年、日本テレビ年末時代劇スペシャル）
- 『勝海舟』（1990年、日本テレビ年末時代劇スペシャル）
- 『大奥』（2003年、フジテレビ）